# El majo de la guitarra
El majo de la guitarra es un cartón para tapiz, que pintó Francisco de Goya para el antedormitorio de los Príncipes de Asturias en el Palacio del Pardo.
Su formato indica su uso como sobreventana. Goya entregó la obra en enero de 1780, recibiendo 1.000 reales por el trabajo. Entregó junto a este cuadro otras obras de la serie siguiente, como Las lavanderas y Los leñadores.

## Análisis
Este cuadro, de completa invención de Goya, es referente de una de las series de grabados más destacadas del artista, conocida como Los caprichos.
Guarda grandes similitudes con Los leñadores y es posible que hayan sido pareja, aunque pertenecen a distintas series. El majo es la parte central de la pintura, que recurre al esquema triangular de Mengs. El foco de luz recae en el tañedor de guitarra, que destaca entre todos los personajes. Goya usa aquí una suelta pincelada detallista que refleja magníficamente una escena de la sociedad española del siglo XVIII. Al ser comparado con la obra homónima de Ramón Bayeu, cuñado de Goya, la obra del último pierde a pesar del efecto atmosférico del lienzo.